# Valter Mărăcineanu, Giurgiu
Valter Mărăcineanu este un sat în comuna Iepurești din județul Giurgiu, Muntenia, România.
 Acest articol despre o localitate din județul Giurgiu este deocamdată un ciot. Puteți ajuta Wikipedia prin completarea lui.